# 법무법인 태하
법무법인 태하는 다양한 분야를 아우르는 법무법인이다.
주사무소는 서울특별시 강남구 테헤란로 522, 홍우빌딩 14층에 위치하고 있으며, 수원, 인천, 안산 안산, 제주에 분사무소를 운영하고 있다. 현재 前 법무부장관 이귀남 변호사, 지청장 출신 임양운 변호사, 판검사 출신 최승현 대표변호사, 부장검사 출신 이선녀변호사, 형사전문 채의준 대표변호사와 함께 군검사 등 다양한 경력의 변호사 및 전문위원들이 근무 중이다.

## 업무분야
지금까지 다양한 분야의 사건을 수행하고 있으며, 이 중에서 대다수를 차지하는 것은 성범죄와 마약 등 형사사건으로 알려졌다. 특히 마약사건의 경우 마약류의 특성에 대해 파악하고 있는 변호사가 괄목할만한 해결사례를 만들어내고 있다.
또한 태하 디지털포렌식센터를 운영하며 디지털포렌식 전공 박사 과정을 수료한 변호사의 전문지식을 바탕으로 형사사건, 성범죄, 마약, 이혼 등에서 중요한 디지털 증거 수집과 분석을 통해 의뢰인의 입장을 강화할 수 있도록 돕고 있다.
- 형사
- 마약
- 성범죄
- 이혼/가사/상속
- 기업법무
- 조세
- 손해배상
- 민사
- 부동산, 건설
- 행정
- 피해자센터

## 지사(사무소)
- 서울주사무소 : 서울특별시 강남구 테헤란로 522, 홍우빌딩 14층
- 수원분사무소 : 수원시 영통구 광교중앙로 266번길 30 그랜드프라자 7층
- 인천분사무소 : 인천광역시 연수구 센트럴로 263 IBS타워 17층
- 대전분사무소 : 대전시 서구 둔산중로78번길 20 명진빌딩 3층
- 안산분사무소 : 안산시 단원구 광덕서로 72 중앙법조빌딩 6층
- 제주분사무소 : 제주시 남광북5길 12 법동빌딩 3층 302호

## 유튜브 채널 변호사랑
법무법인 태하는 2023년 변호사랑이라는 유튜브 채널을 오픈했다. 변호사랑 채널에서는 성범죄, 마약, 형사, 이혼, 부동산 분야의 다양한 정보를 전달하고 있을 뿐만 아니라, 이슈가 되는 사건을 분석하는 영상을 업로드하며 대중들과 소통하고 있다.

## 수상
- 2023 대한민국 혁신기업(기관/인물), 브랜드대상 법률서비스 부문 대상 수상
- 2023 고객선호브랜드지수 법률서비스 이혼 부문 1위(3년 연속)
- 2023 고객이신뢰하는브랜드대상 법률서비스(형사)부문 수상(3년 연속)
- 2023 고객감동우수브랜드대상 법률서비스(성범죄)부문 1위(2년 연속)
- 2023 한국소비자만족지수 법률서비스(마약)부문 1위(3년 연속)

## 관련소송
- 힙합가수 루피, 나플라의 마약 사건을 맡았다
- 남태현 마약 투약 사건에서 남태현 측 입장에서 사건을 맡았다